# きゅんくん
きゅんくん（1994年7月12日 - ）は、日本のロボティクス・ファッション・クリエイター、メカ・エンジニア。東京都出身。本名は松永 夏紀。「機械工学を学びファッションとして着るロボット」の開発に携わっている。金属加工から電子工作、洋裁まで、全てを彼女自身が手がけている。

## 経歴
幼少の頃より、『鉄腕アトム』をはじめとする手塚治虫の作品に親しむ。小学校5年生の頃、高橋智隆の存在を知り、ロボット開発者の道を志すようになる。小学校の卒業文集では、将来の夢として「大学の機械工学科でロボット開発をすること」を挙げた。その後、中高一貫の女子校に進学する。中学校では演劇部に所属。高校では被服部に所属し、近所の工場から譲り受けたジャンク品を解体して洋服に取りつけるなどして、ファッションとロボットの融合を試み始めた。
彼女の作品は、2014年のTOKYO DESIGNERS WEEKや2015年のSXSWで展示された。2015年、電通国際情報サービスのイノラボに外部研究員として招聘され、ロボティニティ・アンド・ファッション領域の研究開発を進めるロボティニティ・テクノロジストに就任する。『日経ビジネス』2016年1月4日号では表紙を飾った。
2014年頃より、ウェアラブル・ロボット・アームのMETCALF（メカフ）の開発を進める。2016年にはMETCALF clione（メカフ・クリオネ）を発表した。
2016年1月には、karakuri productsのエンジニアに就任したことをTwitter上で発表した。同年、タグチ工業の公式アンバサダーにも就任し、重機の魅力をPRする動画シリーズ「重機少女」に出演した。

## ディスコグラフィー

### ゲスト参加
- TORIENA「Meme Noise」（2015年）